# قاعدة الإمام علي الإيرانية
قاعدة الإمام علي العسكرية هي قاعدة عسكرية للقوات المسلحة الإيرانية تقع في مدينة البوكمال في محافظة دير الزور السورية على الحدود مع العراق.

## التاريخ
تخضع القاعدة للإنشاء المستمر منذ أوائل عام 2018. أصدرت وكالة فوكس نيوز تقريرًا في 4 سبتمبر 2019، بأن إيران تعمل على مشروع سري باسم «قاعدة الإمام علي» قُرب البوكمال. وأُكّد الأمر عبر صور الأقمار الصناعية. وقد أتت الموافقة على تنفيذ المشروع من النظام في طهران وجرى إكماله من خلال فيلق القدس.
في 9 سبتمبر 2019، ظهرت تقارير تفيد بأن الميليشيات الإيرانية أو تلك المدعومة منها قد استُهدفت في غارات جوية، بدت مشابهة للغارة الجوية التي وقعت في يونيو 2018 والتي استهدفت قاعدة كتائب حزب الله في موقع مماثل. تشير صور الأقمار الصناعية التي التقطتها EROS في أواخر عام 2019 إلى أنه يجري بناء نظام أنفاق، تعتقد مصادر استخباراتية غربية أنه سيحتوي على صواريخ.
تعرض الموقع للقصف عدة مرات من قبل الطيران الإسرائيلي، وبعد ذلك لوحظ تسارع وتيرة بناء الأنفاق. التي ستُكمل اعتبارًا من نوفمبر 2019.
قُصف الموقع مرة أخرى في غارة جوية أمريكية في فبراير 2021 في رد على هجمات صاروخية عديدة ضد القوات الأمريكية في العراق حدثت قبل عشرة أيام، وأصبحت تلك الغارة أول عملية عسكرية هجومية معروفة تنفّذ في عهد الرئيس الأمريكي جو بايدن. في 28 يونيو 2021، استهدفت غارة جوية أمريكية أخرى القاعدة، مما أسفر عن مقتل ما لا يقل عن تسعة من مقاتلي الميليشيات العراقية المدعومة من إيران وإصابة آخرين، وفقًا للمرصد السوري لحقوق الإنسان.